# Дабашань
Дабашань (кит. упр. 大巴山, пиньинь — *Dàbāshān*) — горный хребет на юге Северо-Восточного Китая, представляющий собой юго-восточную ветвь крупной горной системы Циньлин.

## География
Дабашань протягивается в направлении с северо-запада на юго-восток примерно на 1000 км, ограничивая с северо-востока Сычуаньскую котловину. Наивысшая точка — гора Шэньнундин (神农顶) высотой 3106,2 м над уровнем моря.
Северные склоны хребта сравнительно крутые, южные — более пологие. Горы сложены главным образом кристаллическими породами.

## Гидрология и климат
Дабашань образует водораздел между рекой Янцзы и её крупнейшим левым притоком — Ханьшуй. Климат умеренный, муссонный, с обильным летним увлажнением. Годовая сумма осадков составляет более 1000 мм. На склонах распространены широколиственные леса.

## Экология
Ландшафт региона относится к экорегиону **вечнозелёных лесов Дабашаня**, который организация WWF включила в список 200 наиболее важных экосистем мира, требующих особого внимания в вопросах охраны.
На территории хребта расположен Дабашаньский заповедник в провинции Чунцин (район уезда Чэнкоу), а также природный заповедник Шэньнунцзя площадью 704 км² в провинции Хубэй.
Особую ценность представляет девичье дерево (*Metasequoia glyptostroboides*) — лиственная хвойная порода, эндемичная для этого региона. Ранее считавшаяся вымершей, она была открыта заново в 1940-х годах именно в горах Дабашань.
В настоящее время в горах Дабашань широко развито террасное земледелие. Одной из распространённых культур является (Eucommia ulmoides ) — ценное лекарственное растение.

## Растительность Дабашаня

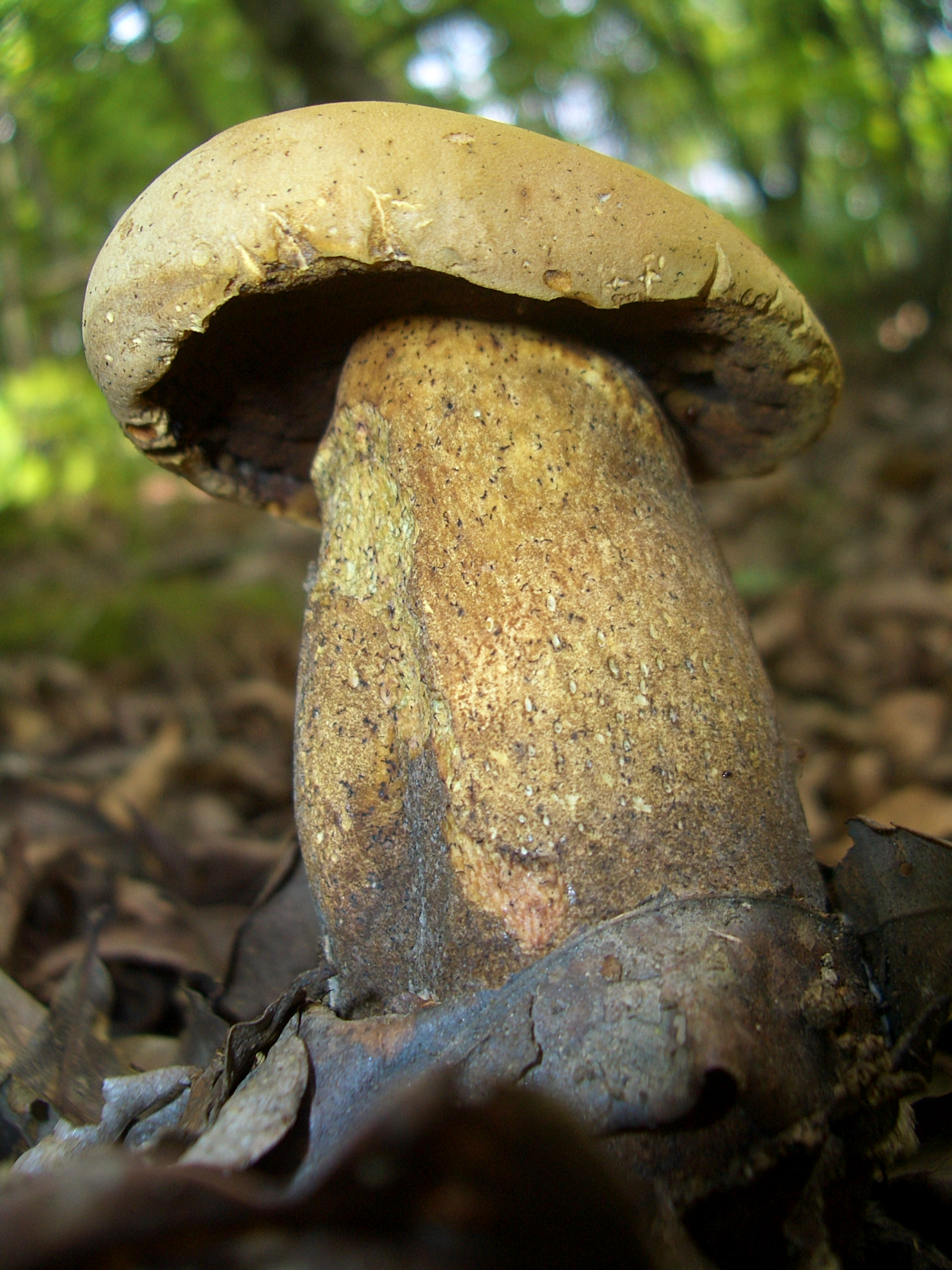
Лесной гриб (около Мую, Шэньнунцзя)
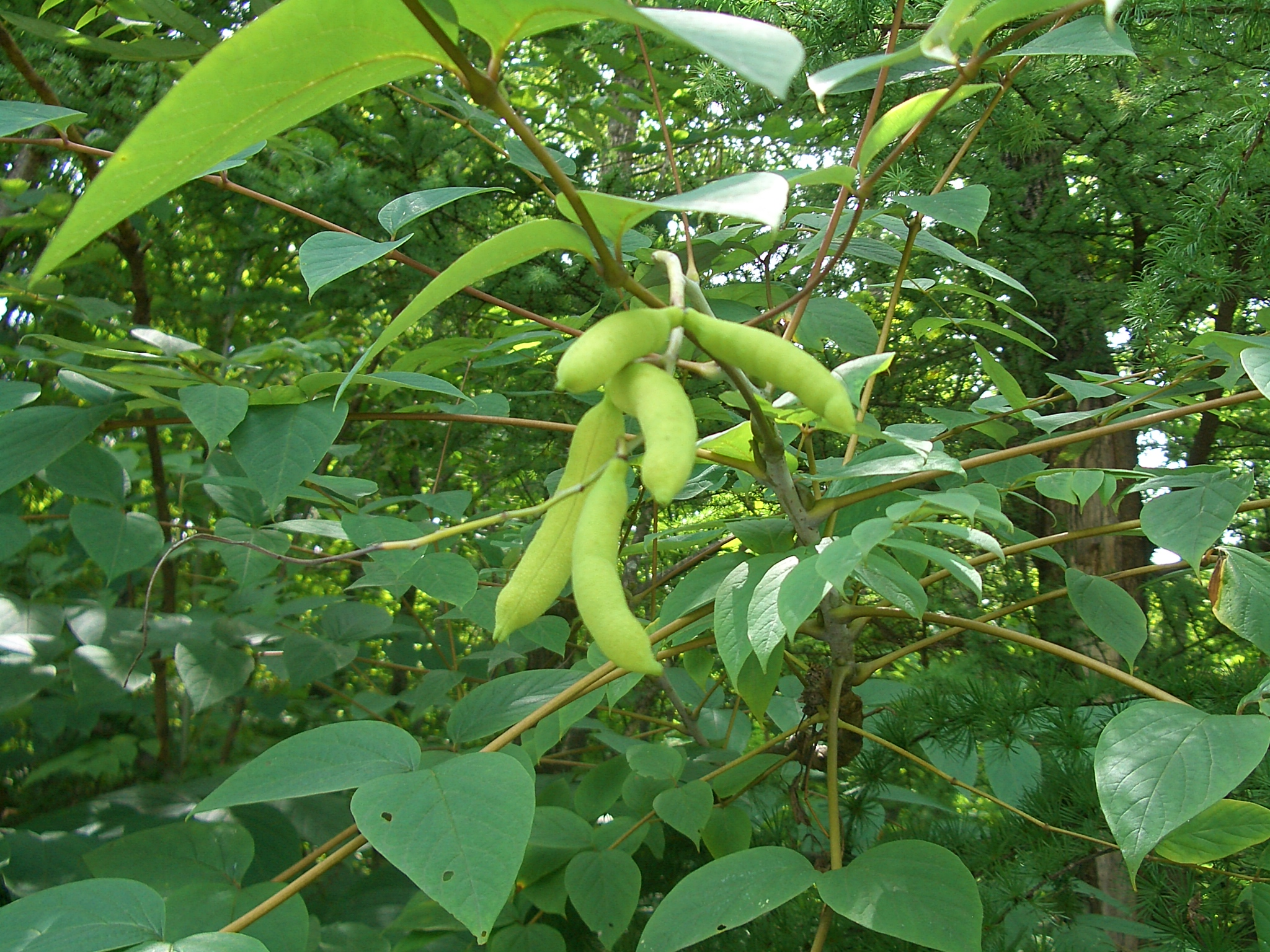
Decaisnea insignis (на высоте около 2000 метров (6600 футов) над уровнем моря, к северу от Мую)
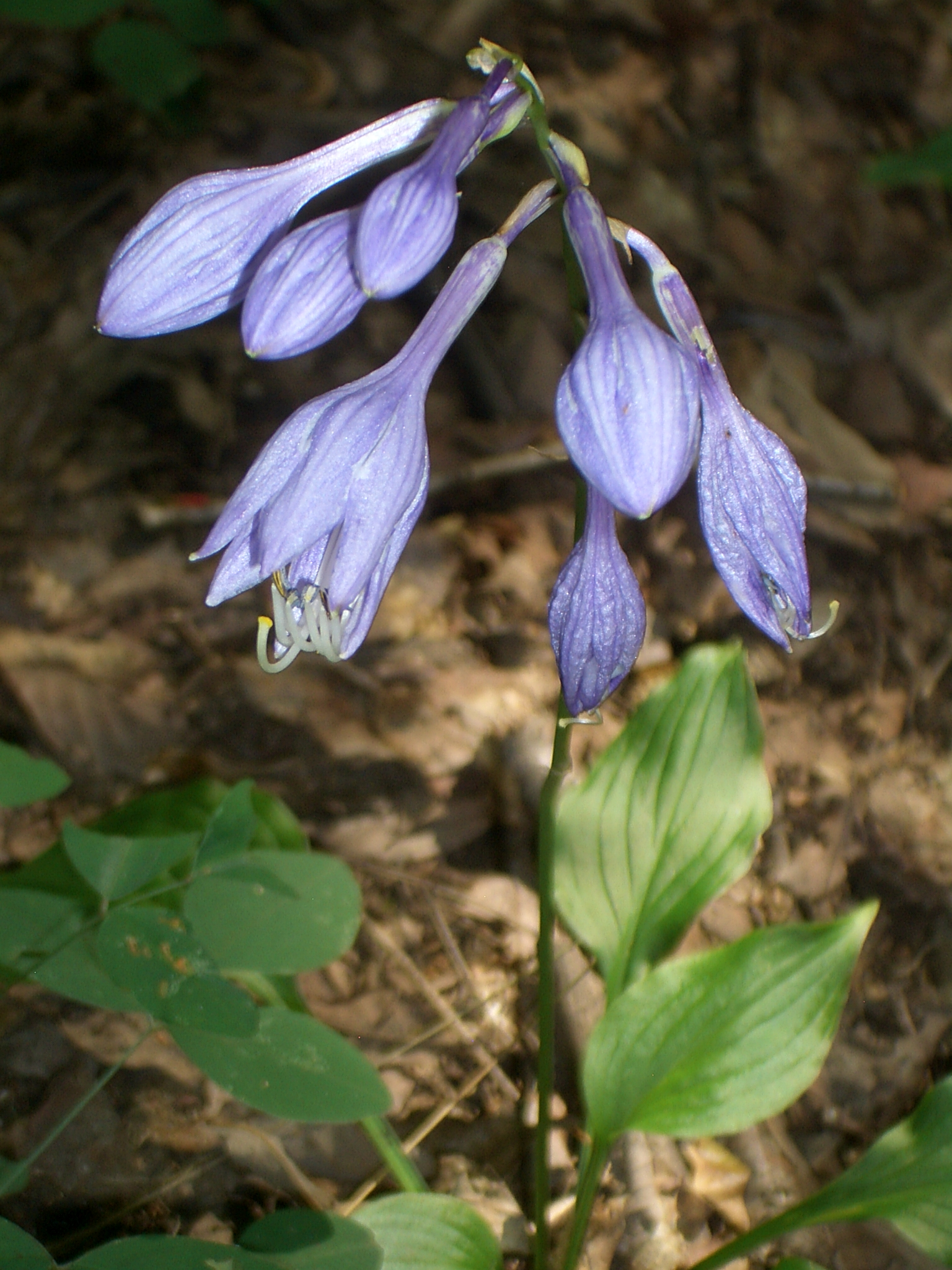
Hosta ventricosa
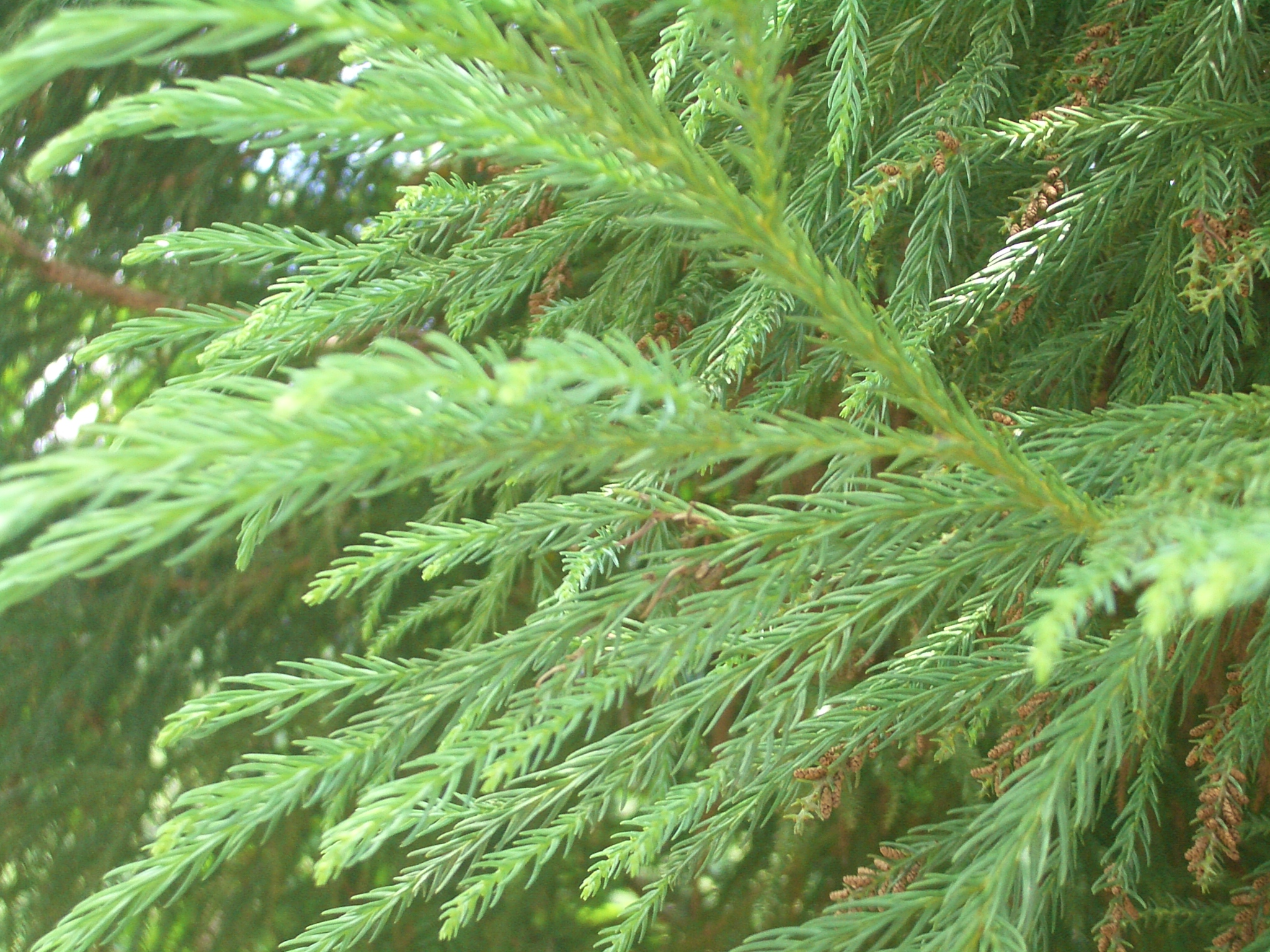
Cryptomeria japonica
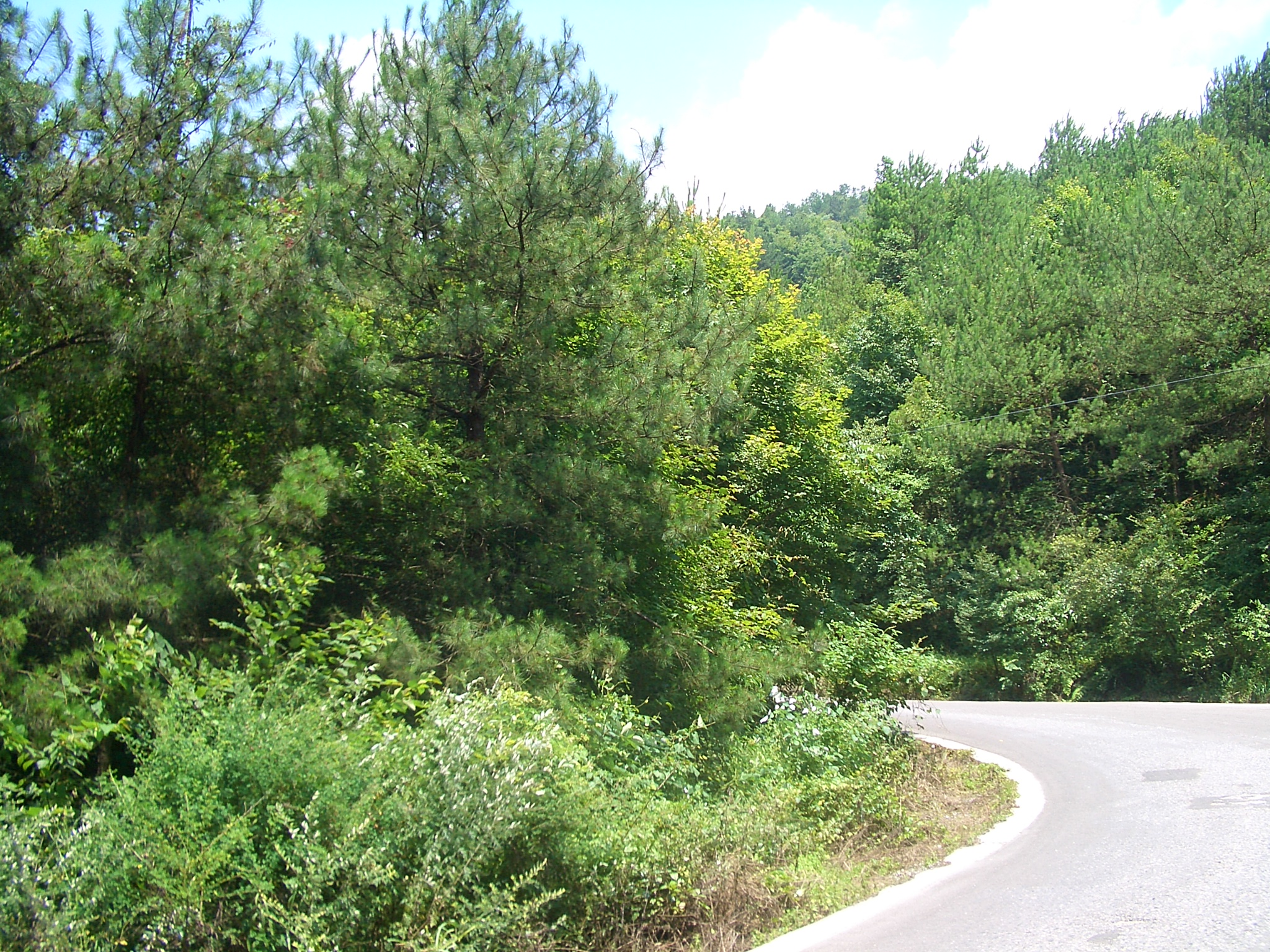
Китайская красная сосна (Pinus tabuliformis), в Синшань
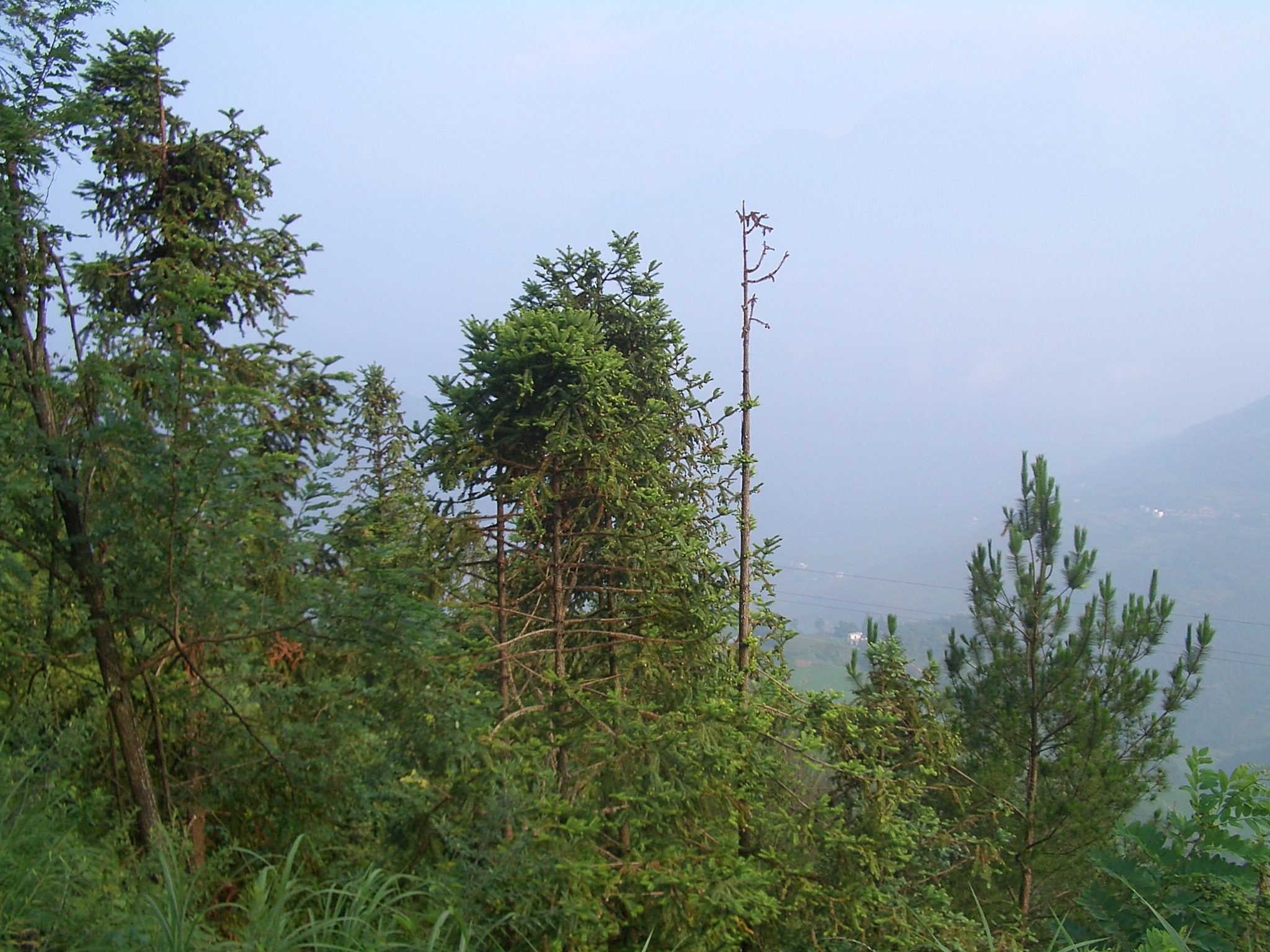
Cunninghamia lanceolata (в центре), в Бадун